# Mario Paolucci
Mario Paolucci (Berna, 1908 – Schterowka, 17 luglio 1942) è stato un militare italiano, insignito della medaglia d'oro al valor militare alla memoria nel corso della seconda guerra mondiale.

## Biografia
Nacque a Berna, in Svizzera, nel 1908, all'interno di una famiglia di origine marchigiana, figlio di Luigi.  Dopo avere assolto il servizio militare di leva nel Regio Esercito come fante, si stabilì a Milano dedicandosi all'attività politica. Nel novembre 1941 si arruolò, a domanda, nella Milizia Volontaria Sicurezza Nazionale in forza alla 24ª Legione CC.NN. "Carroccio", ottenendo di essere mobilitato come semplice camicia nera. Nel marzo 1942 fu trasferito alla 75ª Compagnia complementi in addestramento a Cesenatico per la 63ª Legione CC.NN. d'Assalto "Tagliamento" facente parte del Raggruppamento CC.NN. "3 Gennaio" dell'ARMIR (Armata Italiana Russia). Giunto sul fronte orientale nell'aprile successivo, fu destinato in servizio al LXXIX Battaglione CC.NN. d'assalto. Cadde in combattimento durante l'attacco al villaggio di Schterowka il 17 luglio 1942, e fu decorato "motu" proprio da re Vittorio Emanuele III con la medaglia d'oro al valor militare alla memoria. La sua salma riposa presso il Tempio di Cargnacco, provincia di Udine.

### Fonti
1. 1 2 3 4 5  Combattenti Liberazione.
2. 1 2 3  Gruppo Medaglie d'Oro al Valor Militare 1965, p. 51.
3. ↑   Medaglia d'oro al valor militare Paolucci, Mario, su quirinale.it, Quirinale. URL consultato l'11 luglio 2021.